# Australopericoma pontilis
Australopericoma pontilis és una espècie d'insecte dípter pertanyent a la família dels psicòdids.

## Descripció
- El mascle fa entre 0,68-0,75 mm de llargària a les antenes, mentre que les ales li mesuren 1,38-1,50 de longitud i 0,48-0,50 d'amplada.
- La femella no ha estat encara descrita.[2]

## Distribució geogràfica
Es troba a Sud-amèrica: Rondônia (el Brasil).